# Martinsyde
Martinsyde è stata un'azienda britannica costruttrice di aerei e motociclette tra il 1908 e il 1922, quando fu costretta alla liquidazione da un incendio della sua fabbrica.

## Storia
La società venne costituita per la prima volta nel 1908 come partnership tra HP Martin e George Handasyde e conosciuta come Martin & Handasyde. Il suo monoplano n. 1 fu costruito nel 1908-1909 e riuscì a sollevarsi da terra prima di essere distrutto da una tempesta. Continuò a costruire una serie di progetti in gran parte monoplani, sebbene fu un biplano, il Martinsyde S.1 del 1914, a trasformare Martin-Handasyde in un produttore di aerei di successo.
Nel 1915 la società venne ribattezzata Martinsyde Ltd, e divenne il terzo produttore di aerei del Regno Unito durante la prima guerra mondiale, con capannoni di volo a Brooklands e una grande fabbrica nella vicina Woking.

## Moto Martinsyde

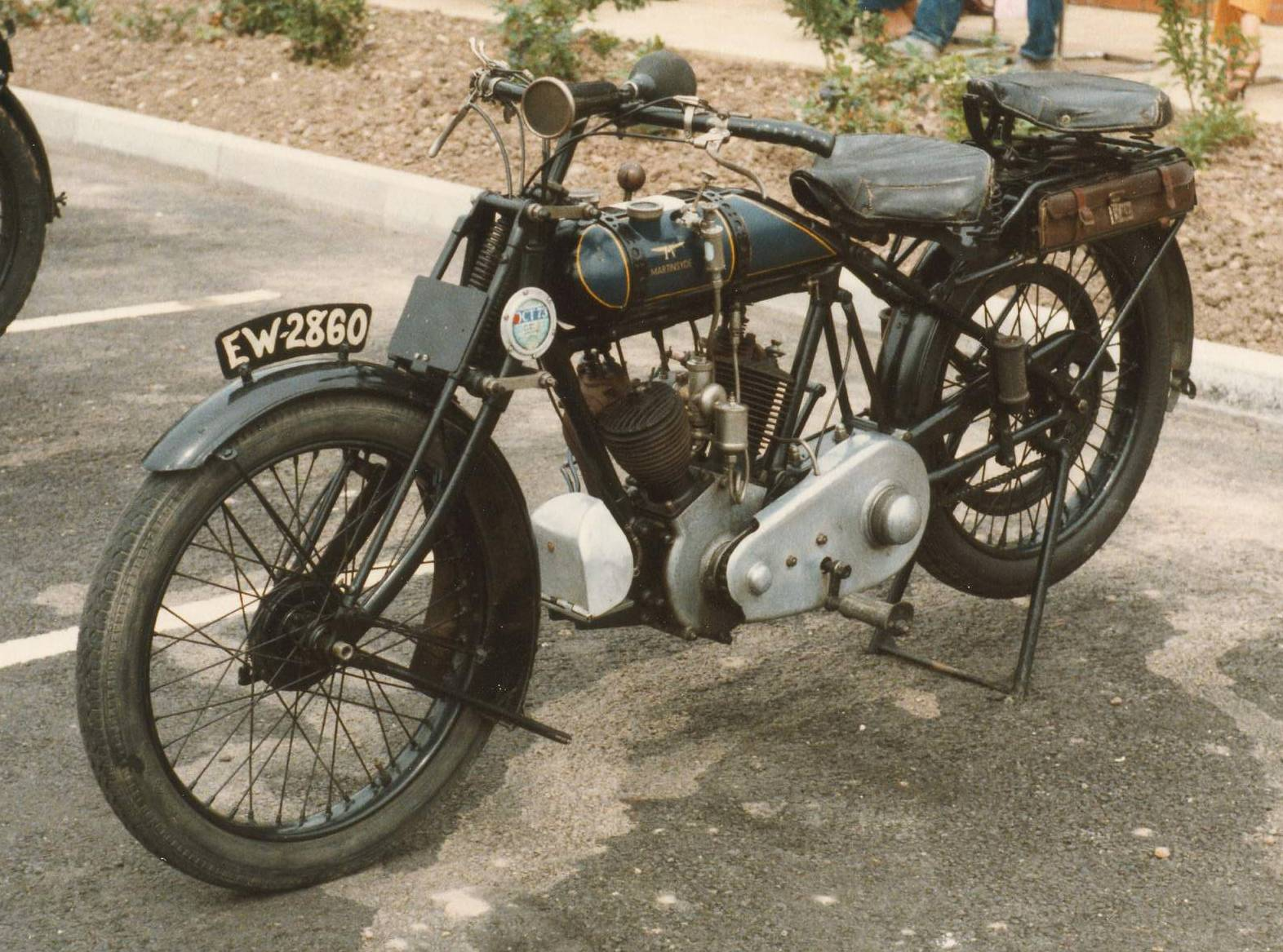
Motocicletta Martinsyde, 1922, modello C, 498 cc

Martinsyde iniziò a produrre motociclette dal 1919 dopo aver acquistato i diritti sui progetti di motori di Howard Newman, che includevano un 350 cc singolo e un 677 cc bicilindrico a V con un insolito sistema di scarico sopra l'aspirazione.
Il motore di 680 cc venne montato in un telaio di tipo diamante con forcelle Brampton. Martinsyde dovette superare problemi con i componenti prima di poter lanciare la sua nuova gamma, inizialmente con il nome commerciale di Martinsyde-Newman, fino a quando il terzo partner, Newman, lasciò l'azienda (Newman venne anche coinvolto nella produzione e progettazione di motociclette Ivy). La motocicletta bicilindrica a V aveva un cambio manuale a tre velocità costruito su licenza di AJS. Il motore della Martinsyde era molto flessibile e divenne popolare per le gare fuoristrada, dove i singoli guadagnarono rapidamente una reputazione di affidabilità, a Brooklands, dove Martinsyde vinse il premio della squadra nel 1922, e la prova scozzese di sei giorni.
Le motociclette Martinsyde vennero allestite anche con sidecar e la Martinsyde 680 cc fu seguita da una 500 cc nel 1920, con una versione sportiva nel 1921. Nel 1922 Martinsyde produsse un 738 cc bicilindrico a V sportivo, chiamato Quick Six che produceva 22 hp ed era in grado di raggiungere i 130 km/h. Il motore presentava il normale scarico in testa dell'azienda e l'ingresso della valvola laterale, ma con pistoni Ricardo, volani accuratamente bilanciati, tutte le parti alternative alleggerite, bielle in acciaio al nichel e cambio a tre velocità a rapporti ravvicinati. Martinsyde stava sperimentando nuovi progetti, tra cui l'ingranaggio della valvola controllato da molle a balestra, quando la sua fabbrica di Woking fu distrutta da un incendio nel 1922, costringendo l'azienda alla liquidazione dopo aver prodotto oltre 2.000 motociclette. I diritti di produzione di motociclette Martinsyde furono acquistati da Bat Motor Manufacturing Co. Ltd, che produsse un certo numero di motociclette bicilindriche nel 1924 e nel 1925 prima di terminare la produzione.

## Aerei Martinsyde

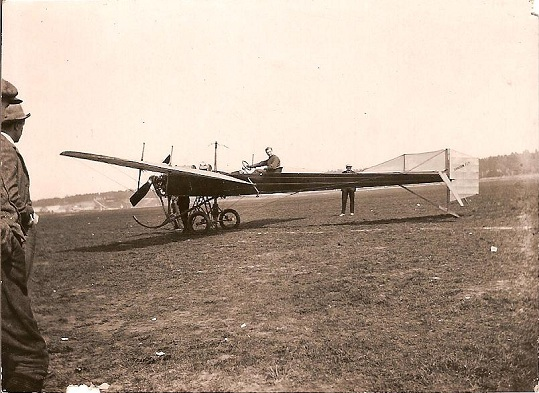
Martin-Handasyde No.4B Dragonfly, 1911 a Brooklands

Gli aerei progettati da Martinsyde includevano:
- Martin-Handasyde No.3 - aereo sportivo, 1910
- Martinsyde S.1 - scout monoposto, 1914
- G100 e G102 "Elephant" - aereo da ricognizione dal 1915 in poi
- Martinsyde RG
- Martinsyde F.1
- Martinsyde F.2
- Martinsyde F.3 - progetto di impresa privata con il motore Rolls-Royce Falcon, solo pochi esemplari prodotti a causa della mancanza di motori
- Martinsyde F.4 Buzzard – caccia, la F.3 con motore Hispano-Suiza
- Martinsyde Semiquaver - aereo da corsa

Un certo numero di carlinghe in eccedenza furono successivamente costruite con un nuovo motore, il radiale Armstrong Siddeley Jaguar, dalla Aircraft Disposal Company (ADC) e vendute come "Martinsyde ADC.1" nel 1924. Uno sviluppo dello F.4 venne realizzato anche dall'ADC e furono realizzati due "ADC Nimbus" come prototipi. La società produsse anche in subappalto per la Royal Aircraft Factory B.E.2 velivoli BE.2c e SE5a.